# Villeneuve-lès-Béziers
Pour les articles homonymes, voir Villeneuve.
Villeneuve-lès-Béziers est une commune française située dans le sud du département de l'Hérault, en région Occitanie.
Exposée à un climat méditerranéen, elle est drainée par le canal du Midi, l'Orb, le ruisseau de l'Ardaillou, Ancien Lit de l'Orb, le ruisseau de la Maïre Vieille et par un autre cours d'eau. La commune possède un patrimoine naturel remarquable : un site Natura 2000 (« est et sud de Béziers ») et deux zones naturelles d'intérêt écologique, faunistique et floristique.
Villeneuve-lès-Béziers est une commune urbaine qui compte 4 283 habitants en 2022, après avoir connu une forte hausse de la population depuis 1962. Elle est dans l'agglomération de Béziers et fait partie de l'aire d'attraction de Béziers. Ses habitants sont appelés les Villeneuvois ou  Villeneuvoises.

## Géographie

### Localisation

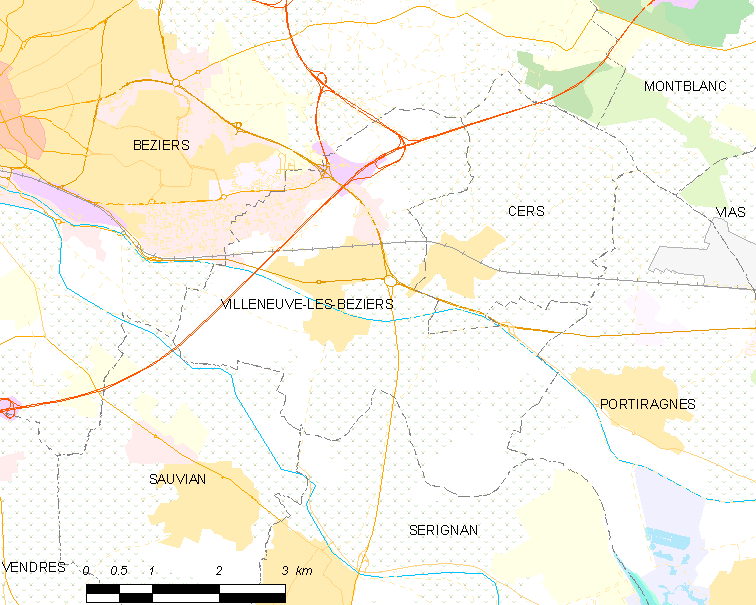
Carte du territoire communal.

| Béziers-centre (5.82 / 7,45 km) Montady (12.66 / 14,53 km)      | Béziers-est (2.23 / 4,66 km) | Servian (12.41 / 18,32 km) Valros (13.50 / 17,30 km) Montblanc (11.33 / 16,16 km) Cers (2.24 / 3,32 km) |
| Colombiers (11.34 / 14,68 km)                                   | Villeneuve-lès-Béziers       | Vias (11.38 / 12,51 km)                                                                                 |
| Nissan-lez-Enserune (12.63 / 16,53 km) Sauvian (3.40 / 6,81 km) | Sérignan (3.69 / 4,76 km)    | Portiragnes (4.67 / 5,49 km) Valras-Plage (7.48 / 10,07 km)                                             |

### Hydrographie

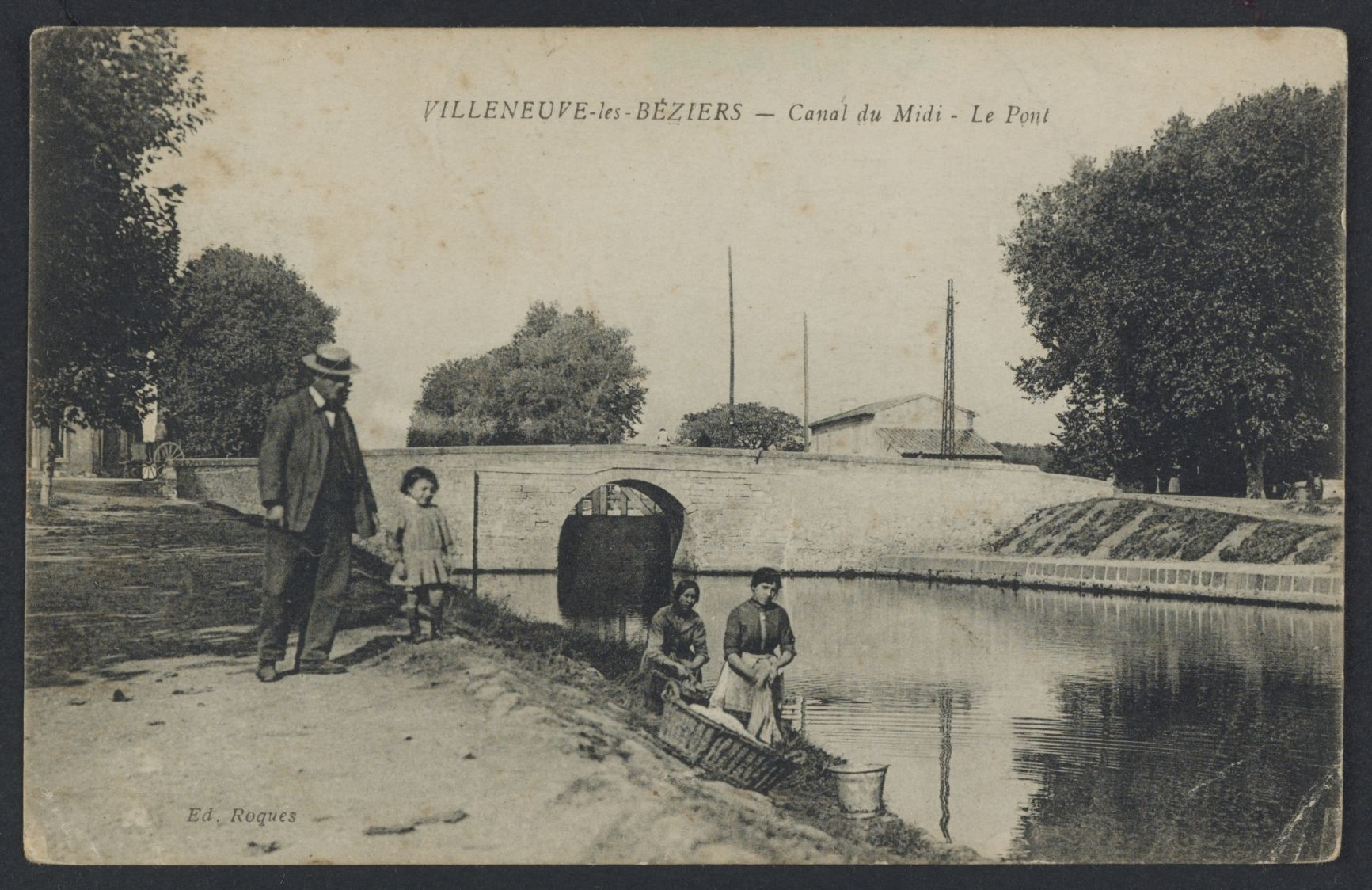
Pont sur le Canal du Midi : carte postale (fin du XIXe siècle - début du).

L'Orb, le canal du Midi, le ruisseau de Saint-Victor, le ruisseau de l'Ardaillou sont les principaux cours d'eau parcourant la commune.

### Climat
Pour des articles plus généraux, voir Climat de l'Occitanie et Climat de l'Hérault.
En 2010, le climat de la commune est de type climat méditerranéen franc, selon une étude s'appuyant sur une série de données couvrant la période 1971-2000. En 2020, Météo-France publie une typologie des climats de la France métropolitaine dans laquelle la commune est exposée à un climat méditerranéen et est dans la région climatique  Provence, Languedoc-Roussillon, caractérisée par une pluviométrie faible en été, un très bon ensoleillement (2 600 h/an), un été chaud (21,5 °C), un air très sec en été, sec en toutes saisons, des vents forts (fréquence de 40 à 50 % de vents > 5 m/s) et peu de brouillards.
Pour la période 1971-2000, la température annuelle moyenne est de 14,9 °C, avec une amplitude thermique annuelle de 15,8 °C. Le cumul annuel moyen de précipitations est de 615 mm, avec 5,5 jours de précipitations en janvier et 2,3 jours en juillet. Pour la période 1991-2020, la température moyenne annuelle observée sur la station météorologique la plus proche, située sur la commune de Portiragnes à 5 km à vol d'oiseau, est de 15,3 °C et le cumul annuel moyen de précipitations est de 555,3 mm,. Pour l'avenir, les paramètres climatiques de la commune estimés pour 2050 selon différents scénarios d’émission de gaz à effet de serre sont consultables sur un site dédié publié par Météo-France en novembre 2022.

### Milieux naturels et biodiversité

#### Réseau Natura 2000

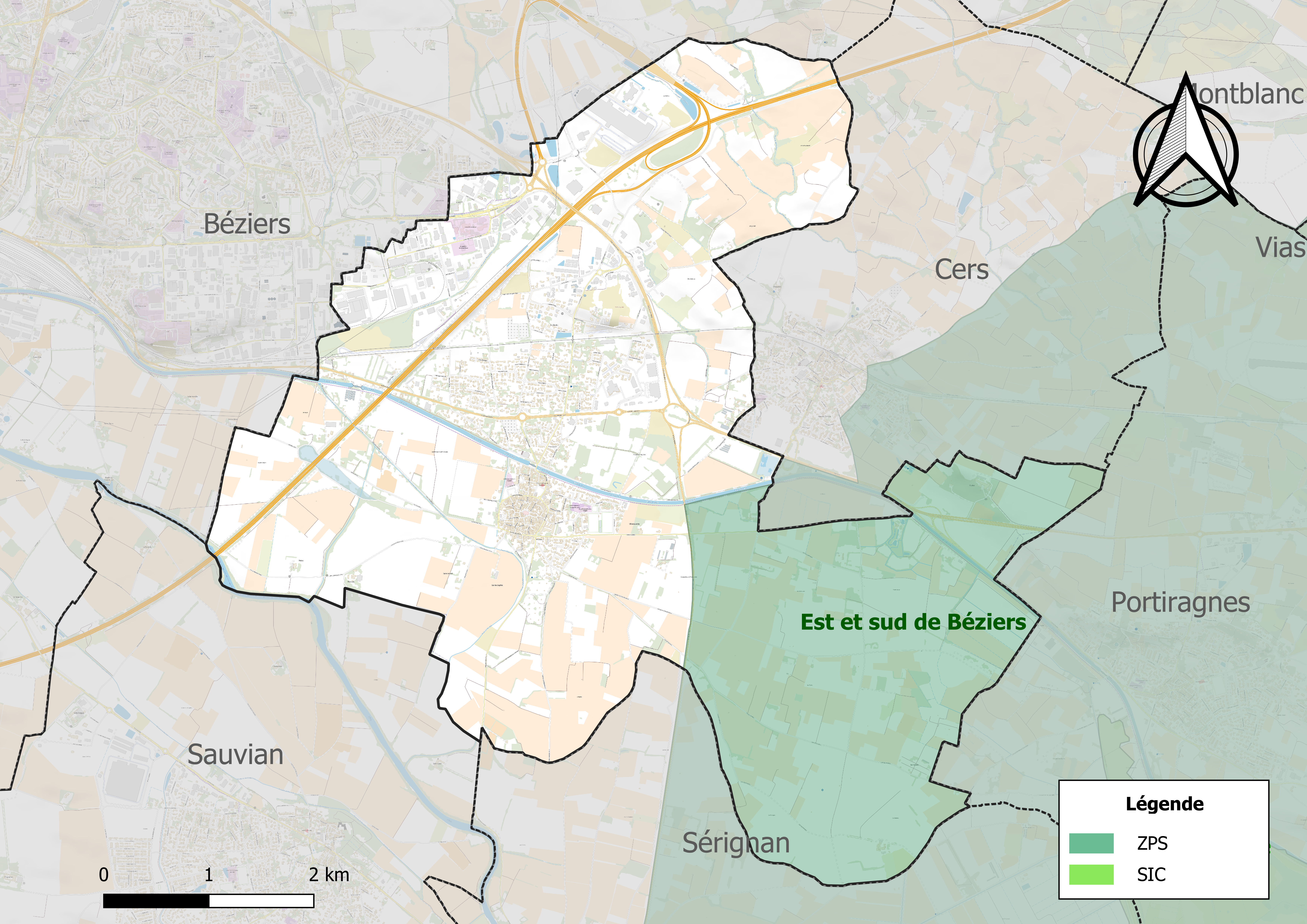
Sites Natura 2000 sur le territoire communal.

Le réseau Natura 2000 est un réseau écologique européen de sites naturels d'intérêt écologique élaboré à partir des directives habitats et oiseaux, constitué de zones spéciales de conservation (ZSC) et de zones de protection spéciale (ZPS).
Un site Natura 2000 a été défini sur la commune au titre  de la directive oiseaux : « est et sud de Béziers », d'une superficie de 6 102 ha, constituée d'une vaste mosaïque de zones cultivées ponctuées de haies et de petits bois et la proximité de zones humides littorales de grande étendue, favorable à de nombreuses espèces d'oiseaux à forte valeur patrimoniale : le Rollier d'Europe, l'Outarde canepetière, le Circaète Jean-le-Blanc, le Milan noir et le Bruant ortolan.

#### Zones naturelles d'intérêt écologique, faunistique et floristique

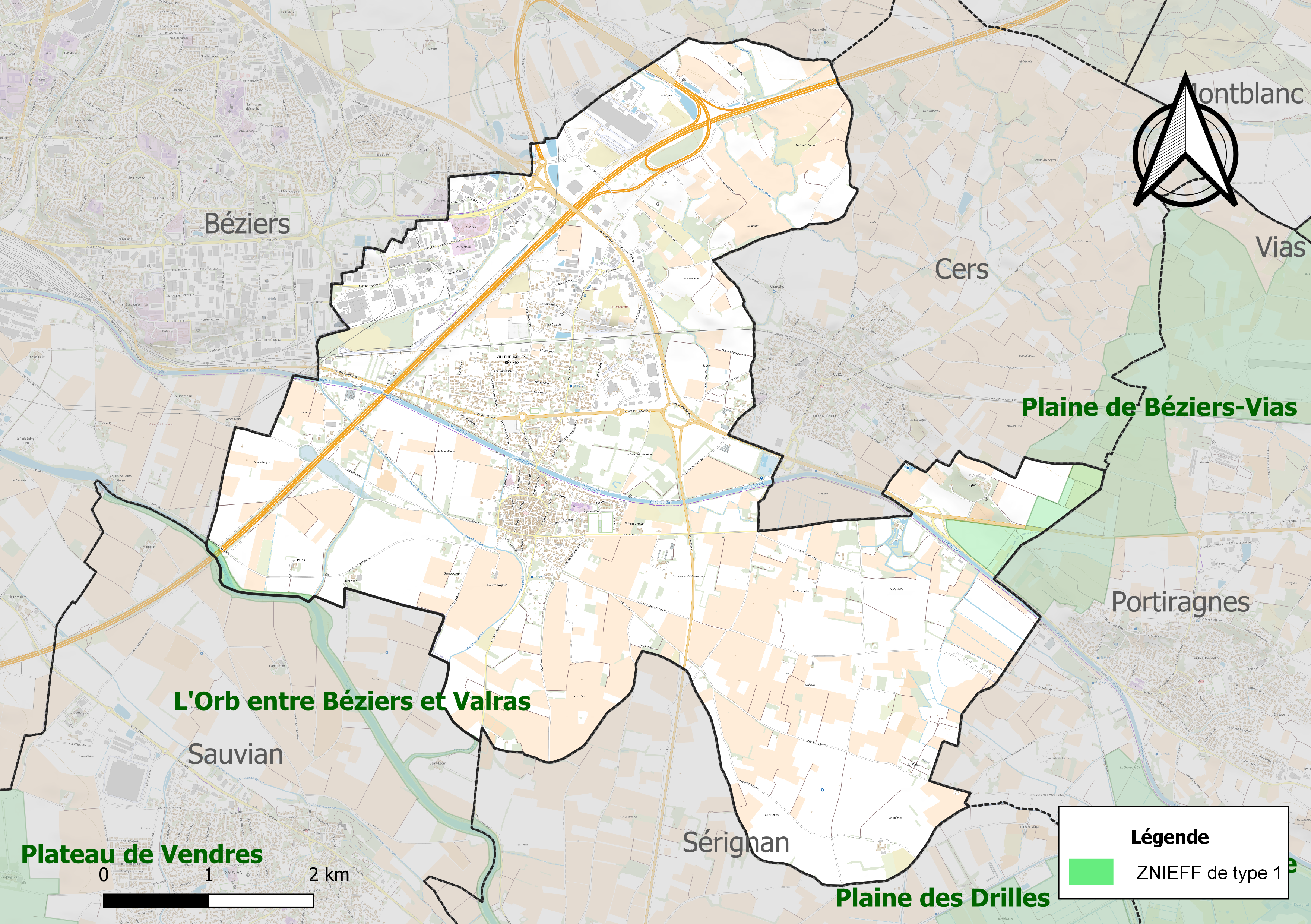
Carte des ZNIEFF de type 1 localisées sur la commune.

L’inventaire des zones naturelles d'intérêt écologique, faunistique et floristique (ZNIEFF) a pour objectif de réaliser une couverture des zones les plus intéressantes sur le plan écologique, essentiellement dans la perspective d’améliorer la connaissance du patrimoine naturel national et de fournir aux différents décideurs un outil d’aide à la prise en compte de l’environnement dans l’aménagement du territoire.
Deux ZNIEFF de type 1 sont recensées sur la commune :
« l'Orb entre Béziers et Valras » (82 ha), couvrant 4 communes du département et 
la « plaine de Béziers-Vias » (606 ha), couvrant 4 communes du département.

## Urbanisme

### Typologie
Au 1er janvier 2024, Villeneuve-lès-Béziers est catégorisée ceinture urbaine, selon la nouvelle grille communale de densité à sept niveaux définie par l'Insee en 2022.
Elle appartient à l'unité urbaine de Béziers, une agglomération intra-départementale regroupant cinq  communes, dont elle est une commune de la banlieue,,. Par ailleurs la commune fait partie de l'aire d'attraction de Béziers, dont elle est une commune de la couronne,. Cette aire, qui regroupe 53 communes, est catégorisée dans les aires de 50 000 à moins de 200 000 habitants,.

### Occupation des sols
L'occupation des sols de la commune, telle qu'elle ressort de la base de données européenne d’occupation biophysique des sols Corine Land Cover (CLC), est marquée par l'importance des territoires agricoles (78,5 % en 2018), en diminution par rapport à 1990 (88,5 %). La répartition détaillée en 2018 est la suivante : 
cultures permanentes (40,7 %), zones agricoles hétérogènes (37,2 %), zones industrielles ou commerciales et réseaux de communication (11 %), zones urbanisées (10,5 %), terres arables (0,5 %). L'évolution de l’occupation des sols de la commune et de ses infrastructures peut être observée sur les différentes représentations cartographiques du territoire : la carte de Cassini (XVIIIe siècle), la carte d'état-major (1820-1866) et les cartes ou photos aériennes de l'IGN pour la période actuelle (1950 à aujourd'hui).

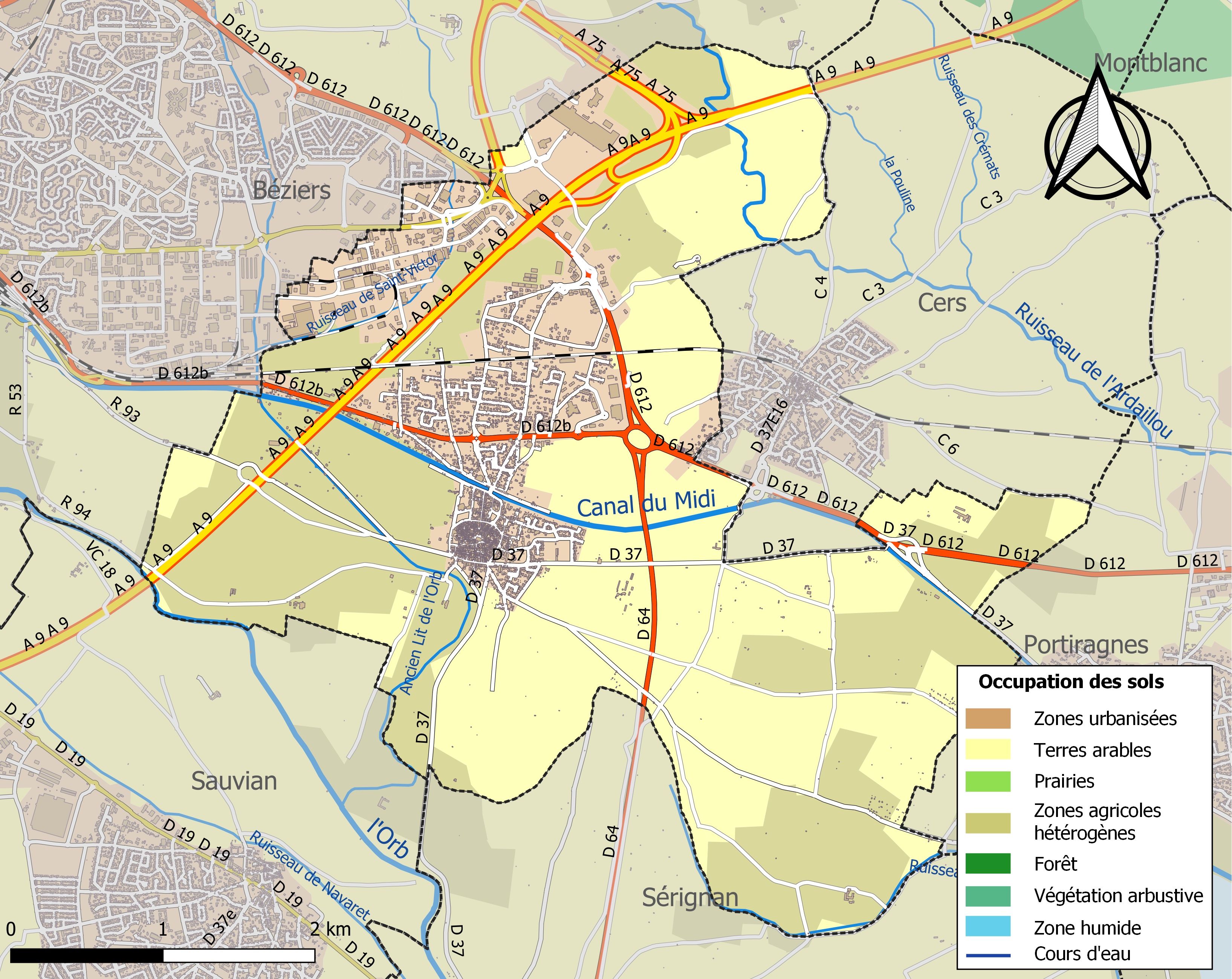
Carte des infrastructures et de l'occupation des sols de la commune en 2018 (CLC).

### Risques majeurs
Le territoire de la commune de Villeneuve-lès-Béziers est vulnérable à différents aléas naturels : météorologiques (tempête, orage, neige, grand froid, canicule ou sécheresse), inondations et séisme (sismicité faible). Il est également exposé à trois risques technologiques,  le transport de matières dangereuses et  le risque industriel et la rupture d'un barrage. Un site publié par le BRGM permet d'évaluer simplement et rapidement les risques d'un bien localisé soit par son adresse soit par le numéro de sa parcelle.

#### Risques naturels
La commune fait partie du territoire à risques importants d'inondation (TRI) de Béziers-Agde, regroupant 15 communes autour des bassins de vie de Béziers et d'Agde, un des 31 TRI qui ont été arrêtés fin 2012 sur le bassin Rhône-Méditerranée, retenu au regard des submersions marines et des débordements de cours d’eau,  notamment d'ouest en est, de l'Orb, du Libron et de l'Hérault. Les crues historiques antérieures à 2019 les plus significatives sont celles du 26 septembre 1907, un épisode généralisé sur la quasi-totalité du bassin, et du 30 septembre 1958, un épisode cévenol en partie supérieure du bassin. Des cartes des surfaces inondables ont été établies pour trois scénarios : fréquent (crue de temps de retour de 10 ans à 30 ans), moyen (temps de retour de 100 ans à 300 ans) et extrême (temps de retour de l'ordre de 1 000 ans, qui met en défaut tout système de protection). La commune a été reconnue en état de catastrophe naturelle au titre des dommages causés par les inondations et coulées de boue survenues en 1982, 1984, 1986, 1987, 1993, 1995, 1996, 1997, 2005, 2014 et 2019,.
Villeneuve-lès-Béziers est exposée au risque de feu de forêt du fait de la présence sur son territoire. Un plan départemental de protection des forêts contre les incendies (PDPFCI) a été approuvé en juin 2013 et court jusqu'en 2022, où il doit être renouvelé. Les mesures individuelles de prévention contre les incendies sont précisées par deux arrêtés préfectoraux et s’appliquent dans les zones exposées aux incendies de forêt et à moins de 200 mètres de celles-ci. L’arrêté du 25 avril 2002 réglemente l'emploi du feu en interdisant notamment d’apporter du feu, de fumer et de jeter des mégots de cigarette dans les espaces sensibles et sur les voies qui les traversent sous peine de sanctions. L'arrêté du 11 mars 2013 rend le débroussaillement obligatoire, incombant au propriétaire ou ayant droit,.

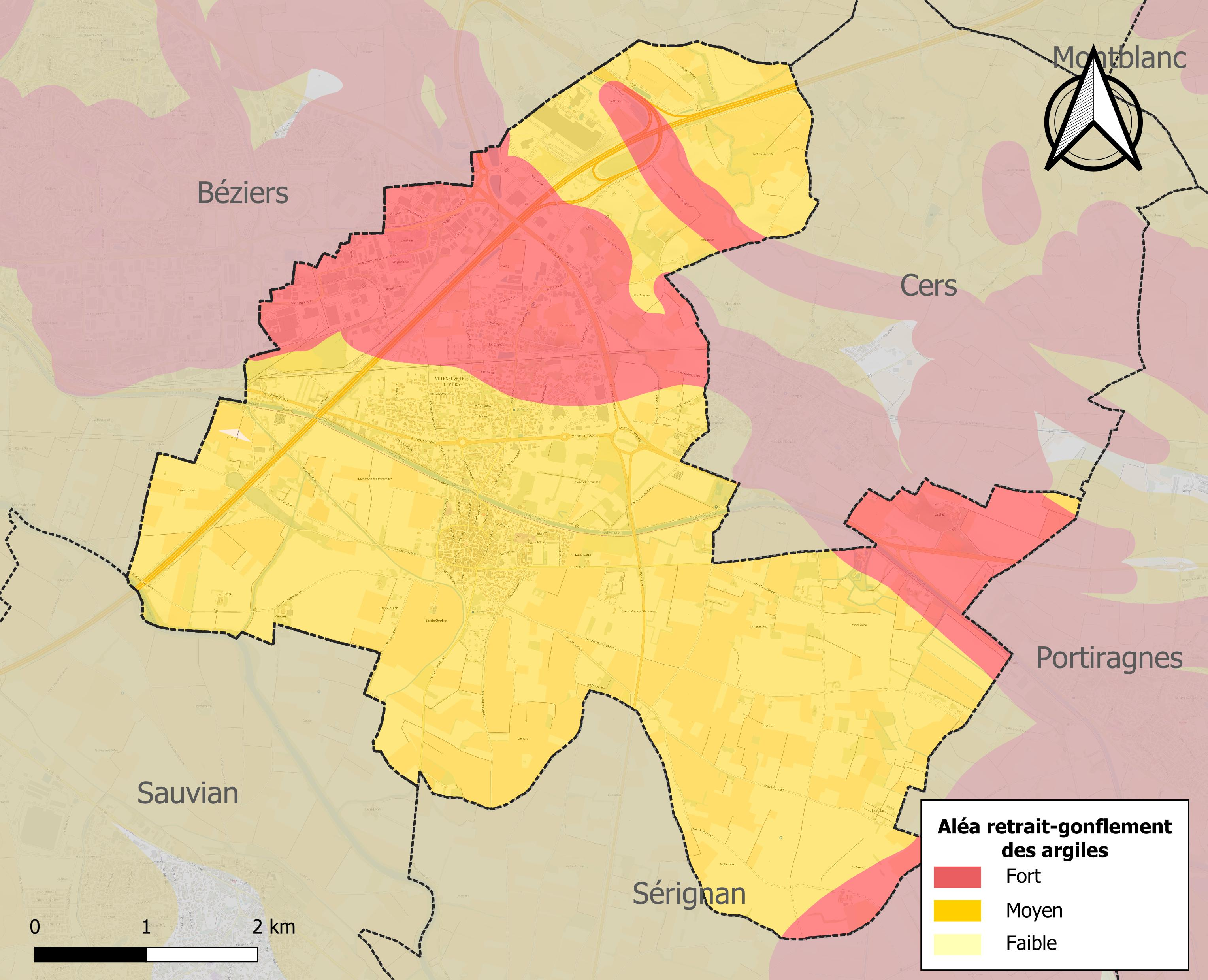
Carte des zones d'aléa retrait-gonflement des sols argileux de Villeneuve-lès-Béziers.

Le retrait-gonflement des sols argileux est susceptible d'engendrer des dommages importants aux bâtiments en cas d’alternance de périodes de sécheresse et de pluie. La totalité de la commune est en aléa moyen ou fort (59,3 % au niveau départemental et 48,5 % au niveau national). Sur les 1 801 bâtiments dénombrés sur la commune en 2019, 1 801 sont en aléa moyen ou fort, soit 100 %, à comparer aux 85 % au niveau départemental et 54 % au niveau national. Une cartographie de l'exposition du territoire national au retrait gonflement des sols argileux est disponible sur le site du BRGM,.
Par ailleurs, afin de mieux appréhender le risque d’affaissement de terrain, l'inventaire national des cavités souterraines permet de localiser celles situées sur la commune.

#### Risques technologiques
La commune est exposée au risque industriel du fait de la présence sur son territoire d'une entreprise soumise à la directive européenne SEVESO.
Le risque de transport de matières dangereuses sur la commune est lié à sa traversée par des infrastructures routières ou ferroviaires importantes ou la présence d'une canalisation de transport d'hydrocarbures. Un accident se produisant sur de telles infrastructures est susceptible d’avoir des effets graves sur les biens, les personnes ou l'environnement, selon la nature du matériau transporté. Des dispositions d’urbanisme peuvent être préconisées en conséquence.
La commune est en outre située en aval du Barrage des monts d'Orb, un ouvrage de classe A sur l'Orb, mis en service en 1961 et disposant d'une retenue de 30,6 millions de mètres cubes. À ce titre elle est susceptible d’être touchée par l’onde de submersion consécutive à la rupture de cet ouvrage.

## Toponymie
D'après M. Pavillet, auteur de l’Histoire-généalogique de la famille des Villeneuve, on aurait donné au village le surnom occitan de Vilanòva la Cremada « Villeneuve la Brûlée » parce qu'il avait été brûlé pendant la croisade des Albigeois en 1220. On trouve en effet cette dénomination au tome XI de l'Histoire générale de Languedoc, et dans les registres des notaires des environs jusqu'au XVIIIe siècle. Il conserva ce nom jusqu'en 1631. On trouve aussi le nom de Villeneuve-la-Grenade (cf. L'abbé Vosgien et Antoine Caillot : Nouveau Dictionnaire géographique, à Paris, 1819, p. 651).

## Histoire
Le village de Villeneuve a été construit sur un sol inculte qui faisait partie des biens donnés par l'empereur Charlemagne avant 896, à un nommé Valchaire qui édifia d'abord quelques constructions et une église, et qui peu à peu, par l'adjonction d'autres constructions formèrent une Ville neuve, d'où l'étymologie de Villeneuve.

## Politique et administration
Fabrice Solans (d), maçon, « divers écologistes », maire depuis 2020.

### Tendances politiques et résultats
- Maire sortant : Jean-Paul Galonnier (d)
- 27 sièges à pourvoir au conseil municipal (population légale 2011 : 4 102 habitants)
- 3 sièges à pourvoir au conseil communautaire (CA Béziers Méditerranée)

| Tête de liste            | Tête de liste             | Liste          | Premier tour | Premier tour | Second tour | Second tour | Sièges | Sièges |
| Tête de liste            | Tête de liste             | Liste          | Voix         | %            | Voix        | %           | CM     | CC     |
| ------------------------ | ------------------------- | -------------- | ------------ | ------------ | ----------- | ----------- | ------ | ------ |
|                          | Jean-Paul Galonnier (d) * | DVG            | 900          | 46,80        | 1 097       | 50,57       | 21     | 2      |
|                          | Jean-Pierre Marc          | DVD            | 648          | 33,69        | 1 072       | 49,42       | 6      | 1      |
|                          | Michel Garcia - Berail    | DVD            | 375          | 19,50        |             |             |        |        |
|                          |                           |                |              |              |             |             |        |        |
| Inscrits                 | Inscrits                  | Inscrits       | 2 975        | 100,00       | 2 975       | 100,00      |        |        |
| Abstentions              | Abstentions               | Abstentions    | 608          | 20,44        | 667         | 22,42       |        |        |
| Votants                  | Votants                   | Votants        | 2 367        | 79,56        | 2 308       | 77,58       |        |        |
| Blancs et nuls           | Blancs et nuls            | Blancs et nuls | 444          | 18,76        | 139         | 6,02        |        |        |
| Exprimés                 | Exprimés                  | Exprimés       | 1 923        | 81,24        | 2 169       | 93,98       |        |        |
| * Liste du maire sortant |                           |                |              |              |             |             |        |        |

### Liste des maires
| Période       | Période        | Identité                | Étiquette | Qualité                              |
| ------------- | -------------- | ----------------------- | --------- | ------------------------------------ |
| 1935          | 1941           | Marius Bagen            | SFIO      | Révoqué par le Gouvernement de Vichy |
| 1945          | 1947           | Marius Bagen            | SFIO      |                                      |
| 1947          | 1959           | Pierre Fabre            | SFIO      | Ouvrier agricole                     |
| 1959          | 1977           | Louis Imbert            | PCF       | Ouvrier agricole                     |
| 1977          | mars 1989      | Marius Mattia           | PCF       | Maçon                                |
| mars 1989     | avril 1991     | André Palmade           | PS        | Artisan menuisier                    |
| avril 1991    | septembre 2005 | Michel Solans           | PRG       |                                      |
| novembre 2005 | mars 2008      | Anne-Marie Ranc         | DVG       |                                      |
| mars 2008     | juin 2020      | Jean-Paul Galonnier (d) | SE        | Retraité                             |
| juin 2020     | En cours       | Fabrice Solans (d)      | SE        | Maçon                                |

### Jumelages
Villeneuve-lès-Béziers est jumelée avec :
- Wrington depuis 2011.

## Démographie
L'évolution du nombre d'habitants est connue à travers les recensements de la population effectués dans la commune depuis 1793. Pour les communes de moins de 10 000 habitants, une enquête de recensement portant sur toute la population est réalisée tous les cinq ans, les populations de référence des années intermédiaires étant quant à elles estimées par interpolation ou extrapolation. Pour la commune, le premier recensement exhaustif entrant dans le cadre du nouveau dispositif a été réalisé en 2004.

En 2022, la commune comptait 4 283 habitants, en évolution de +0,66 % par rapport à 2016 (Hérault : +7,49 %, France hors Mayotte : +2,11 %).
| 1793  | 1800  | 1806  | 1821  | 1831  | 1836  | 1841  | 1846  | 1851  |
| ----- | ----- | ----- | ----- | ----- | ----- | ----- | ----- | ----- |
| 1 553 | 1 543 | 1 757 | 1 803 | 1 996 | 2 045 | 2 050 | 2 084 | 2 038 |

| 1856  | 1861  | 1866  | 1872  | 1876  | 1881  | 1886  | 1891  | 1896  |
| ----- | ----- | ----- | ----- | ----- | ----- | ----- | ----- | ----- |
| 1 946 | 2 040 | 1 998 | 1 938 | 1 956 | 2 189 | 1 983 | 2 189 | 2 280 |

| 1901  | 1906  | 1911  | 1921  | 1926  | 1931  | 1936  | 1946  | 1954  |
| ----- | ----- | ----- | ----- | ----- | ----- | ----- | ----- | ----- |
| 2 449 | 2 318 | 2 163 | 2 140 | 2 109 | 2 101 | 2 053 | 2 021 | 2 145 |

| 1962  | 1968  | 1975  | 1982  | 1990  | 1999  | 2004  | 2006  | 2009  |
| ----- | ----- | ----- | ----- | ----- | ----- | ----- | ----- | ----- |
| 2 135 | 2 315 | 2 502 | 2 546 | 2 972 | 3 434 | 3 573 | 3 586 | 3 914 |

| 2014  | 2019  | 2022  | - | - | - | - | - | - |
| ----- | ----- | ----- | - | - | - | - | - | - |
| 4 256 | 4 102 | 4 283 | - | - | - | - | - | - |

## Économie

### Revenus
En 2018, la commune compte 1 877 ménages fiscaux, regroupant 4 076 personnes. La médiane du revenu disponible par unité de consommation est de 19 310 € (20 330 € dans le département). 43 % des ménages fiscaux sont imposés (45,8 % dans le département).

### Emploi
|                | 2008   | 2013   | 2018   |
| -------------- | ------ | ------ | ------ |
| Commune        | 12,3 % | 13,1 % | 13,3 % |
| Département    | 10,1 % | 11,9 % | 12 %   |
| France entière | 8,3 %  | 10 %   | 10 %   |

En 2018, la population âgée de 15 à 64 ans s'élève à 2 499 personnes, parmi lesquelles on compte 73,9 % d'actifs (60,6 % ayant un emploi et 13,3 % de chômeurs) et 26,1 % d'inactifs,. Depuis 2008, le taux de chômage communal (au sens du recensement) des 15-64 ans est supérieur à celui de la France et du département.
La commune fait partie de la couronne de l'aire d'attraction de Béziers, du fait qu'au moins 15 % des actifs travaillent dans le pôle,. Elle compte 2 302 emplois en 2018, contre 1 878 en 2013 et 1 634 en 2008. Le nombre d'actifs ayant un emploi résidant dans la commune est de 1 531, soit un indicateur de concentration d'emploi de 150,3 % et un taux d'activité parmi les 15 ans ou plus de 52,9 %.
Sur ces 1 531 actifs de 15 ans ou plus ayant un emploi, 451 travaillent dans la commune, soit 30 % des habitants. Pour se rendre au travail, 82,3 % des habitants utilisent un véhicule personnel ou de fonction à quatre roues, 2,6 % les transports en commun, 10,8 % s'y rendent en deux-roues, à vélo ou à pied et 4,3 % n'ont pas besoin de transport (travail au domicile).

### Activités hors agriculture

#### Secteurs d'activités
661 établissements sont implantés  à Villeneuve-lès-Béziers au 31 décembre 2019. Le tableau ci-dessous en détaille le nombre par secteur d'activité et compare les ratios avec ceux du département,.
| Secteur d'activité                                                                                        | Commune | Commune | Département |
| Secteur d'activité                                                                                        | Nombre  | %       | %           |
| --- | ------- | ------- | ----------- |
| Ensemble                                                                                                  | 661     | 100 %   | (100 %)     |
| Industrie manufacturière, industries extractives et autres                                                | 67      | 10,1 %  | (6,7 %)     |
| Construction                                                                                              | 119     | 18 %    | (14,1 %)    |
| Commerce de gros et de détail, transports, hébergement et restauration                                    | 229     | 34,6 %  | (28 %)      |
| Information et communication                                                                              | 12      | 1,8 %   | (3,3 %)     |
| Activités financières et d'assurance                                                                      | 20      | 3 %     | (3,2 %)     |
| Activités immobilières                                                                                    | 30      | 4,5 %   | (5,3 %)     |
| Activités spécialisées, scientifiques et techniques et activités de services administratifs et de soutien | 91      | 13,8 %  | (17,1 %)    |
| Administration publique, enseignement, santé humaine et action sociale                                    | 44      | 6,7 %   | (14,2 %)    |
| Autres activités de services                                                                              | 49      | 7,4 %   | (8,1 %)     |

Le secteur du commerce de gros et de détail, des transports, de l'hébergement et de la restauration est prépondérant sur la commune puisqu'il représente 34,6 % du nombre total d'établissements de la commune (229 sur les 661 entreprises implantées  à Villeneuve-lès-Béziers), contre 28 % au niveau départemental.

#### Entreprises et commerces
Les cinq entreprises ayant leur siège social sur le territoire communal qui génèrent le plus de chiffre d'affaires en 2020 sont : 
- Buesa, travaux de terrassement spécialisés ou de grande masse (78 440 k€) ;
- LG Beziers Automobiles, commerce de voitures et de véhicules automobiles légers (31 005 k€) ;
- Cargo, hypermarchés (27 051 k€) ;
- SAS Avenir Auto, commerce de voitures et de véhicules automobiles légers (17 981 k€) ;
- Mecanic Sud Industrie, mécanique industrielle (16 090 k€).

### Agriculture
La commune est dans la « Plaine viticole », une petite région agricole occupant la bande côtière du département de l'Hérault. En 2020, l'orientation technico-économique de l'agriculture  sur la commune est la viticulture.
|               | 1988 | 2000 | 2010 | 2020 |
| ------------- | ---- | ---- | ---- | ---- |
| Exploitations | 64   | 43   | 23   | 34   |
| SAU (ha)      | 566  | 506  | nd   | 652  |

Le nombre d'exploitations agricoles en activité et ayant leur siège dans la commune est passé de 64 lors du recensement agricole de 1988  à 43 en 2000 puis à 23 en 2010 et enfin à 34 en 2020, soit une baisse de 47 % en 32 ans. Le même mouvement est observé à l'échelle du département qui a perdu pendant cette période 67 % de ses exploitations,. La surface agricole utilisée sur la commune est restée relativement stable, passant de 566 ha en 1988 à 652 ha en 2020. Parallèlement la surface agricole utilisée moyenne par exploitation a augmenté, passant de 9 à 19 ha.

## Culture locale et patrimoine

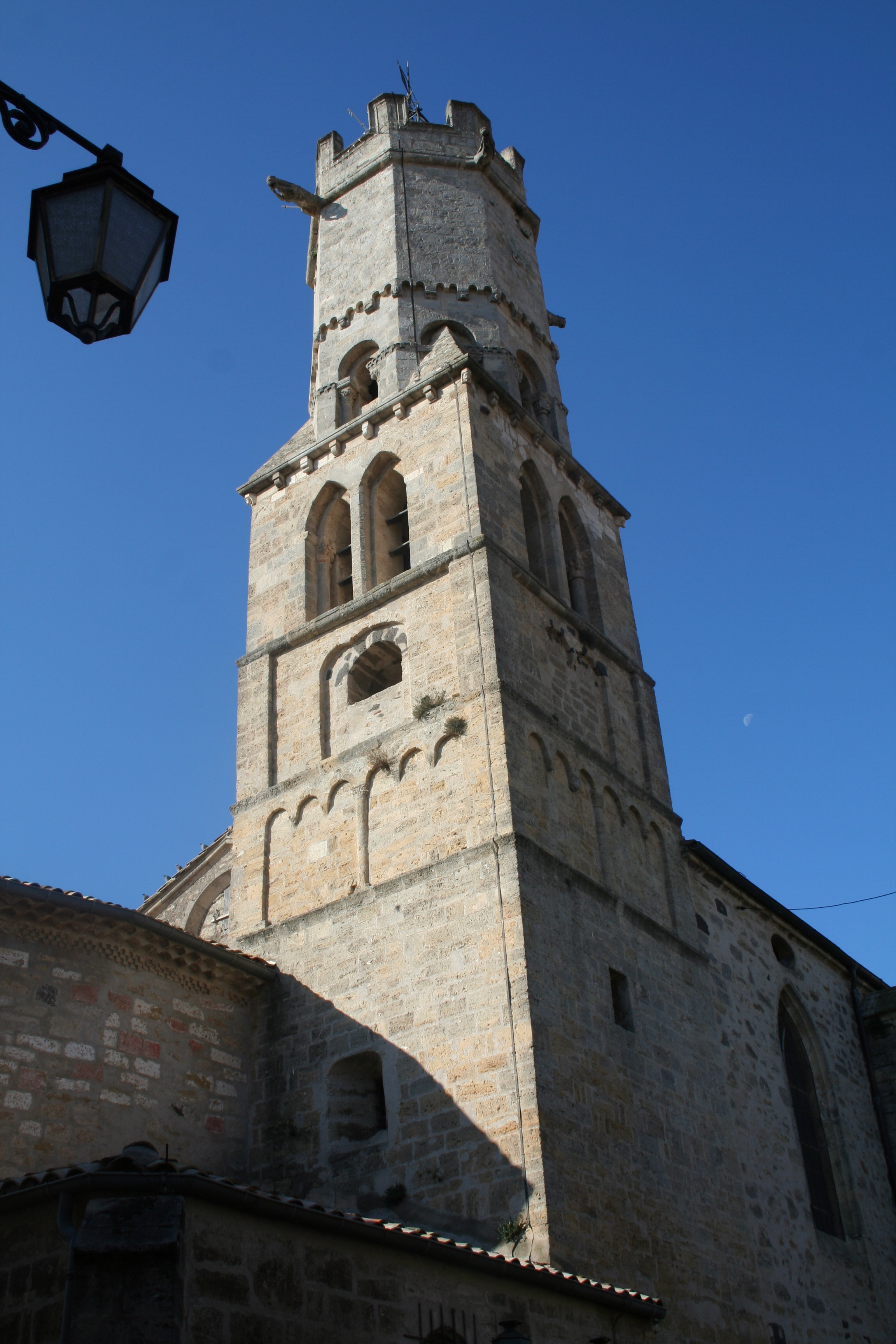
Clocher de Saint-Étienne.

### Lieux et monuments

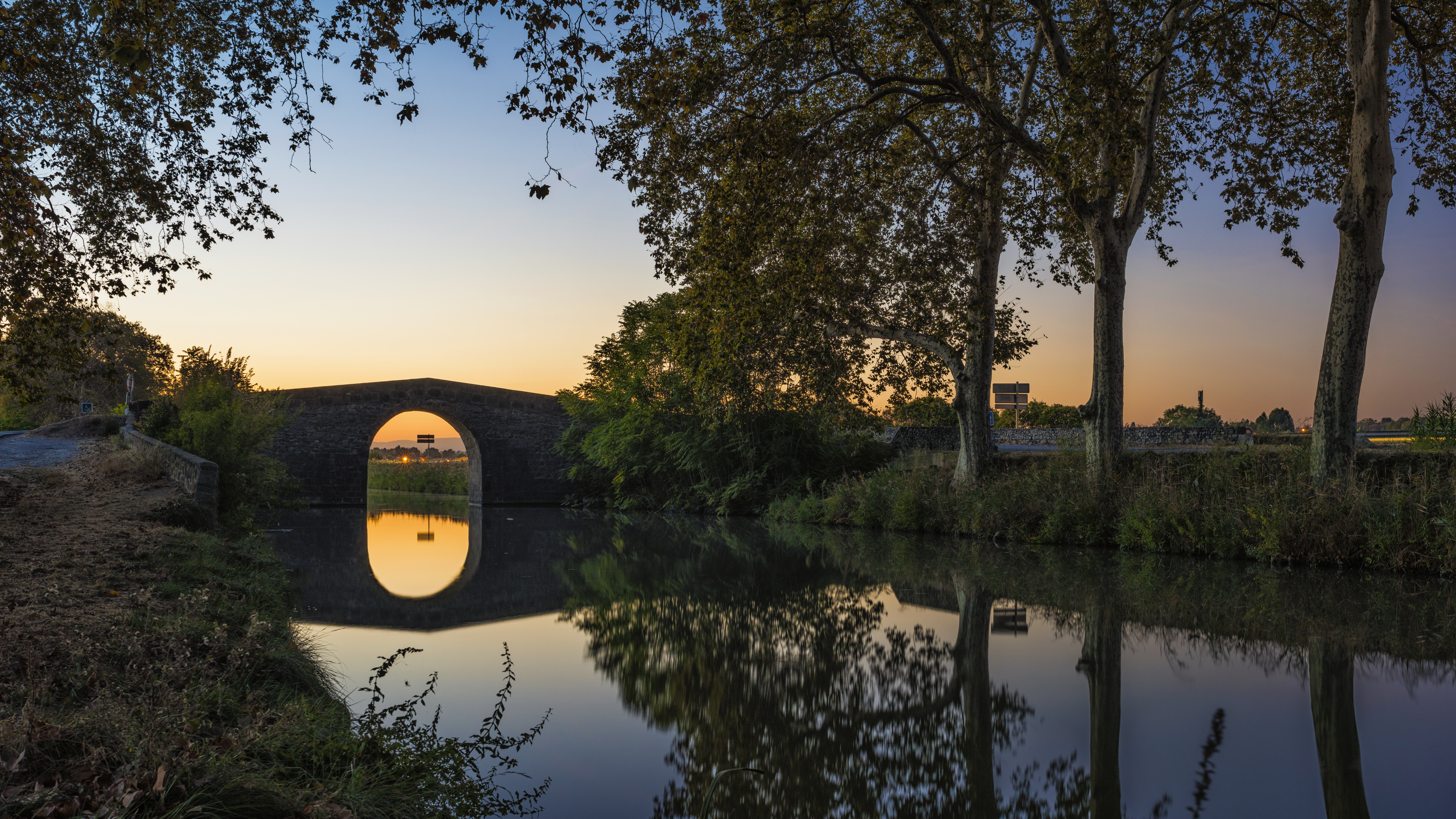
Le Canal du Midi

- Église Saint-Étienne de Villeneuve-lès-Béziers. L'édifice a été inscrit au titre des monuments historiques en 1930[42].
- Canal du midi.

### Personnalités liées à la commune
- Dominique Pouderous (1721-1799), évêque constitutionnel de l'Hérault de 1791 à 1799.
- Jean Laurès (1822-1902), écrivain et poète occitan.
- Auguste Capdeville (1855-1934), poète, écrivain et journaliste ; à l'initiative du Prix Auguste-Capdeville
- Étienne Arnaud (1879-1955), réalisateur et scénariste français.
- Karim Kouider, Sportif professionnel.

### Héraldique
|  | Les armoiries de Villeneuve-lès-Béziers se blasonnent ainsi : De sable, au sautoir losangé d'argent et de sinople. |